# Tortura durante la guerra Israel-Gaza
Durante la guerra Israel-Gaza, las Naciones Unidas, Human Rights Watch, Amnistía Internacional y varias organizaciones israelíes sin fines de lucro informaron sobre la tortura sistemática de palestinos por parte de Israel. Israel fue acusado de violencia sexual contra detenidos palestinos (tanto hombres como mujeres), así como de torturar al personal de las Naciones Unidas para obtener confesiones forzadas. Hubo más informes sobre torturas israelíes de militantes acusados. En respuesta, los funcionarios del Shabak afirmaron que llevan a cabo interrogatorios militantes dentro del marco legal israelí, que permite la tortura sólo en circunstancias específicas.

## Contexto histórico
Según los informes publicados, la tortura, malos tratos y la violencia sexual a palestinos detenidos por parte de Israel han prevalecido durante años antes de los ataques del 7 de octubre y la invasión de Gaza, según documentación registrada por el Comité Público Contra la Tortura en Israel (PCATI) y Amnistía Internacional. Ha habido una gran cantidad de violencia sexual contra detenidos, tanto hombres como mujeres, siendo el caso más notable el del encarcelado líder libanés de Amal, Mustafa Dirani, quien demandó a Israel por violación.

## Reportes de tortura israelí
Los médicos informaron haber sido humillados, golpeados y obligados a arrodillarse durante horas. Un hombre liberado de Shuja'iyya, ciudad de Gaza, denunció palizas y afirmó que una mujer soldado israelí habría golpeado a un hombre de 72 años. Otro afirmó que los soldados obligaban a los detenidos a ladrar como perros. Otro hombre de veinte años detenido en Cisjordania afirmó que le vendaron los ojos, lo golpearon, lo quemaron con un cigarrillo y lo trataron «como a un animal». Tres hermanos detenidos en la Franja de Gaza describieron un trato similar en la prisión de Israel, afirmando que los golpearon, los desnudaron hasta quedar en ropa interior y los quemaron con cigarrillos. Un hombre liberado declaró: «Dejaron que los perros nos orinaran encima y nos arrojaron arena. Nos amenazaron con dispararnos».
Otros describieron torturas tanto físicas como psicológicas. Cinco hombres denunciaron haber sido torturados durante diez horas, incluso golpeados y sumergidos en agua fría. Un hombre afirmó que los prisioneros palestinos estaban siendo «torturados sin descanso». Dijo que los detenidos habían pasado hambre durante tres días. En un informe del Ministerio de Asuntos de Detenidos y Exdetenidos, un detenido declaró: «Escuché el sonido de los detenidos que estaban siendo torturados y golpeados, mientras los soldados los maldecían».

### Por ONG

#### Amnistía Internacional
El 8 de noviembre, Amnistía Internacional informó sobre casos de tortura y trato degradante por parte de las autoridades israelíes, que describió como «horribles», «espantosos» y «una exhibición pública particularmente escalofriante de tortura y humillación de los detenidos palestinos». La secretaria general de Amnistía, Agnès Callamard, declaró: «La detención arbitraria, la tortura y otros malos tratos son crímenes de guerra cuando se cometen contra personas protegidas en un territorio ocupado».

#### Naciones Unidas
La Oficina de Derechos Humanos de las Naciones Unidas en los territorios palestinos ocupados pidió una investigación sobre las denuncias de tortura. En una declaración la Oficina dijo: «El aumento masivo del número de palestinos arrestados y detenidos, el número de informes de malos tratos y humillaciones sufridas por los detenidos, y el supuesto incumplimiento del debido proceso básico plantean serias dudas sobre el cumplimiento por parte de Israel del derecho internacional humanitario y del derecho internacional de los derechos humanos». El 19 de enero de 2024 la Oficina de Derechos Humanos declaró que había entrevistado a detenidos que «describieron haber sido golpeados, humillados, sometidos a malos tratos y a lo que podría constituir tortura... de acuerdo con los informes que nuestra Oficina ha estado recopilando de la detención de palestinos a gran escala». El 19 de enero de 2024 Ajith Sunghay, un funcionario de la Oficina de Derechos Humanos declaró: «Hay informes de hombres que posteriormente son liberados, pero sólo en pañales y sin ropa adecuada en este clima frío».
En marzo de 2024 un informe de la UNRWA informó sobre «innumerables» casos de tortura documentados en prisiones israelíes, incluidas palizas y agresiones sexuales. La ONU afirmó que Israel había torturado a sus empleados para obtener confesiones forzadas. En un informe de abril de 2024 la UNRWA declaró: «Las víctimas masculinas informaron que les habían golpeado los genitales, mientras que un detenido informó que lo obligaron a sentarse sobre una sonda eléctrica».

#### ONG israelíes
El Comité Público Contra la Tortura en Israel (PCATI) afirmó que había «muchas pruebas de casos de violencia y trato cruel y humillante por parte de guardias penitenciarios» y pidió una investigación sobre las muertes de detenidos bajo custodia israelí. PCATI afirmó que había documentado nueve casos claros de tortura, incluida violencia sexual. Addameer informó que los prisioneros permanecían con los ojos vendados y esposados durante su detención y que se estaba matando a personas en los campamentos militares. Addameer informó además: «Las estadísticas y los testimonios documentados de niños detenidos indican que la mayoría de los niños detenidos han sido sometidos a una o más formas de tortura física y psicológica». Adalah informó: «Estamos viendo un uso realmente generalizado y sistémico de muchas, muchas herramientas para infligir tortura y malos tratos a los palestinos».

#### Human Rights Watch
El 3 de enero de 2024 Human Rights Watch informó que trabajadores palestinos de Gaza detenidos en Israel desde el 7 de octubre habían sido fotografiados desnudos, atacados por perros y arrastrados boca abajo sobre la grava.

### Otros reportes
En un reporte sobre las denuncias de tortura en las cárceles israelíes, Euro-Med Monitor afirmó que los prisioneros eran tratados como animales. The Wall Street Journal descubrió que los detenidos sufrían abusos físicos y psicológicos, incluidas palizas durante los interrogatorios. La Comisión para Asuntos de Detenidos alegó que las autoridades israelíes prohibieron a los prisioneros y detenidos salir a la calle, confiscaron sus pertenencias, redujeron sus alimentos, torturaron y golpearon, y privaron de atención médica. Un informe de Defensa Internacional de los Niños incluyó el testimonio de un niño encarcelado que afirmó: «Alrededor de 18 niños fueron brutalmente golpeados, gritando de dolor. Vi perros policía atacándolos, sangrando por la boca y la cabeza».
En diciembre de 2023 el New York Times informó que Israel había interrogado a personal médico en Gaza bajo coacción. El Ministerio de Salud de Gaza declaró de manera similar que los interrogatorios israelíes del personal hospitalario se llevaron a cabo «bajo coacción». A raíz de los informes sobre los abusos físicos y psicológicos de Marwan Barghouti, el Departamento de Estado de Estados Unidos pidió a Israel que «investigue de forma exhaustiva y transparente las acusaciones creíbles y garantice la rendición de cuentas por cualquier abuso o violación». En una carta al fiscal general de Israel, un médico destinado en un hospital de campaña israelí para palestinos detenidos declaró: «Los reclusos son alimentados con pajillas, defecan en pañales y son mantenidos en constantes restricciones, lo que viola la ética médica y la ley».
En mayo de 2024, una empleada de la Sociedad Alemana de Cooperación Internacional declaró que había sido víctima de palizas y tratos abusivos en una prisión israelí.
Un artículo de The Guardian de mayo de 2024 denunciaba las torturas a las que estaba siendo sometido Marwan Barghouti en las cárceles israelíes: «Marwan Barghouti pasa sus días acurrucado en una celda solitaria, oscura y estrecha, sin posibilidad de curarse sus heridas y una lesión en el hombre que se produjo al ser arrastrado con las manos esposadas por la espalda». Su abogado denunció que «mentalmente, él es una persona muy fuerte, pero físicamente su condición se está deteriorando, uno puede verlo. Le cuesta ver por su ojo derecho como consecuencia de una de las palizas. (...) Ha perdido peso, y no tiene buen aspecto. No lo reconocerías si comparases su aspecto actual con sus famosas fotografías». Desde que comenzó la guerra Israel-Gaza de 2023-2024, Barghouti había pasado por tres cárceles israelíes distintas, siempre en condiciones de aislamiento. En la cárcel de Ayalón «fue golpeado en numerosas ocasiones», incluido un ataque en el que los guardas le insultaban mientras era «arrastrado desnudo por el suelo en presencia del resto de prisioneros». En palabras de Tal Steiner, del Comité Público contra la Tortura de Israel, «lo que Barghouti ha sufrido es equivalente a tortura, pero se ha convertido en la práctica estándar en todas las cárceles desde el 7 de octubre».

#### Posteos en redes sociales
Videos publicados en las redes sociales mostraron a tropas de las FDI sometiendo a detenidos palestinos a abusos físicos, sexuales y verbales. Uno de estos antes mencionados se publicó alrededor del 31 de octubre de 2023 y mostraba a un grupo de hombres palestinos con los ojos vendados, atados de pies y manos y prácticamente desnudos, siendo agredidos físicamente por soldados uniformados de las FDI. Según los informes, los soldados involucrados estaban siendo investigados por funcionarios de las FDI, según una declaración posterior. Una mujer palestina contó que unos 30 minutos después de que las tropas de las FDI arrestaran a su marido, le enviaron un enlace a un video en las redes sociales, que mostraba a su marido bajo custodia de las FDI atado y arrodillado ante un soldado al que se le puede escuchar gritar groserías en árabe mientras lo pateaban en el estómago.
En un grupo de Telegram creado después de los ataques del 7 de octubre por el Departamento de Influencia de las FDI y que tenía más de 10.500 suscriptores en diciembre de 2023, se publicaron videos de palestinos siendo degradados y burlados con un lenguaje deshumanizante. En un vídeo, dos hombres palestinos son desfigurados con la leyenda que exclama: «Aquí vemos a los hermanos al-Qawsami, de quienes estamos seguros su madre (que probablemente los concibió con su hermano) está muy orgullosa de sus dos impresionantes cucarachas».

## Campo de detención de Sde Teiman
En diciembre de 2023, las Fuerzas de Defensa de Israel convirtieron una base militar en Sde Teiman, en el desierto de Négev, en un campo de detención. Numerosos empleados israelíes y detenidos palestinos liberados han denunciado abusos sistémicos y violaciones de los derechos humanos, incluidas torturas físicas y psicológicas a los detenidos palestinos en el campo, así como de amputaciones de miembros debido a las heridas sufridas al estar esposados durante todo el día, así como que se utilizaba un palo de metal para infligir heridas penetrando en el ano de los detenidos durante los interrogatorios y varios prisioneros informaron del uso de descargas eléctricas, a veces eran obligados a «sentarse en una silla cableada con electricidad».
El 29 de julio, la policía militar israelí irrumpió en la prisión y detuvo a diez militares acusados de la violación de un prisionero palestino encarcelado. Los militares israelíes fueron detenidos después de que el preso hubiera sido trasladado al hospital del centro de detención con costillas y múltiples huesos rotos y signos de una grave paliza, así como daños en el intestino delgado y en uno de los pulmones por una violación anal con un objeto redondeado. Los soldados fueron acusados de violación, de daños físicos con agravantes, de palizas con agravantes y de conducta impropia de un soldado.De los diez soldados arrestados, cinco ya habían sido puestos en libertad el 4 de agosto.

## Tortura de personal de la ONU
Según un informe de la UNRWA de febrero de 2024, funcionarios israelíes detuvieron y torturaron al personal de la ONU, obligándolos a declarar falsamente que el personal de la agencia había participado en el ataque del 7 de octubre. Las acusaciones de tortura provinieron de personal que afirmó haber sido obligado a hacer confesiones bajo tortura y malos tratos, incluidas «golpizas, privación de sueño, abuso sexual y amenazas de violencia sexual contra hombres y mujeres» en detención israelí. Los detenidos reportaron que los desnudaron hasta quedar en ropa interior y los obligaron a quedar completamente desnudos. El informe encontró que el personal de la ONU fue «presionado para hacer declaraciones falsas contra la Agencia, incluyendo que la Agencia tiene afiliaciones con Hamás y que miembros del personal de la UNRWA participaron en las atrocidades del 7 de octubre de 2023» mediante palizas, submarinos y amenazas a sus familias.
En una declaración, el director de comunicaciones de la UNRWA afirmó: «Cuando la guerra llegue a su fin, será necesario realizar una serie de investigaciones para investigar todas las violaciones de los derechos humanos». Las Fuerzas de Defensa de Israel declararon que estaban investigando «quejas de comportamiento inapropiado».
En respuesta al informe, la Organización Mundial Contra la Tortura condenó a Israel y afirmó que «tanto la tortura como el uso de cualquier información de este tipo violan la Convención de la ONU contra la Tortura».

## Tortura de militantes durante interrogatorios
Numerosos detenidos palestinos han denunciado torturas durante los interrogatorios por parte de las fuerzas israelíes, lo que ha generado una gran alarma entre grupos internacionales de derechos humanos como Amnistía Internacional. Un detenido dijo a Amnistía que los interrogadores israelíes lo golpearon brutalmente, lo que le rompió tres costillas, y ordenaron a los detenidos palestinos «alabar a Israel y maldecir a Hamás». El doctor Shai Gortler, que estudia el encarcelamiento y la tortura, afirmó que Shabak permite la exposición de los medios «para presentar su propia narrativa sobre sus acciones, incluida la tortura», entre otras razones.
Associated Press analizó seis videos de interrogatorios publicados por Israel y dijo que los militantes podrían haber estado hablando bajo coacción. En los vídeos, los militantes parecen ensangrentados y haciendo una mueca de dolor. Asimismo, el 29 de octubre un artículo en Global News describió que algunos de los vídeos de confesiones de militantes de Hamás podrían haber sido producidos bajo coacción. AP descubrió además que un vídeo de confesión publicado por Israel mostraba que el militante capturado hablaba «claramente bajo coacción».
El Comité Público Contra la Tortura en Israel afirmó que Shabak utiliza calor y frío extremos, privación del sueño y posiciones estresantes durante los interrogatorios. En un análisis, NBC News afirmó que en uno de los videos de confesión, el militante tenía sangre en la camisa y hematomas en el rostro, que según Israel provenían de su captura en combate. En noviembre de 2023 un palestino (acusado por Israel de ser militante) fue liberado como parte del intercambio de prisioneros y dijo que los soldados israelíes le pidieron repetidamente que confesara «con una pistola en la cara».

## Acusaciones de crímenes de guerra
Desde el inicio de la guerra Israel-Gaza, el Consejo de Derechos Humanos de la ONU identificó «pruebas claras» de crímenes de guerra tanto por parte de Hamás como de las Fuerzas de Defensa de Israel. Una Comisión de la ONU para el conflicto entre Israel y Palestina declaró que hay «evidencias claras de que se pueden haber cometido crímenes de guerra en la última explosión de violencia en Israel y Gaza, y todos aquellos que han violado el derecho internacional y atacado a civiles deben rendir cuentas». El 27 de octubre, un portavoz de la ACNUDH pidió que un tribunal independiente revisara los posibles crímenes de guerra cometidos por ambos bandos.
En respuesta a los ataques de Hamás que cobraron la vida de cerca de 1139 israelíes,  desde el 7 de octubre de 2023 las Fuerzas de Defensa de Israel han realizado miles de bombardeos aéreos en la Franja de Gaza, así como incursiones militares, incluyendo asesinatos con el uso de equipos de francotiradoresque hasta la fecha han acabado con la vida de 43 972 personas, entre las cuales hay más de 17 492 niños y más de 10 000 mujeres y han dejado más de 104 008 heridos. A esto tenemos que añadir las 10 000 personas desaparecidas, más de 360 000 unidades habitacionales destruidas, 368 instalaciones de educación, 370 centros médicos, 203 lugares de culto, así como el corte de suministros de agua y electricidad. Además de las muertes en la Franja Gaza, otros 785 palestinos, entre ellos 167 niños perdieron la vida en Cisjordania y otros 6250 resultaron heridos.
El día 29 de diciembre el gobierno de Sudáfrica demandó a Israel por genocidio ante el máximo tribunal de Naciones Unidas. Según dicho comunicado «actos y omisiones de Israel... son de carácter genocida, ya que se cometen con la intención específica requerida... de destruir a los palestinos de Gaza como parte de un grupo nacional, racial y étnico más amplio».
El 26 de marzo la relatora de la ONU para los Territorios Palestinos, Francesca Albanese, presentó un informe de veinticinco páginas ante el Consejo de Derechos Humanos de la ONU, donde expone que existen «motivos razonables» para concluir que Israel comete de forma intencionada al menos tres «actos genocidas» definidos como tales por la Convención para la Prevención y la Sanción del Delito de Genocidio de 1948. El portavoz de la Oficina de Naciones Unidas para la Coordinación de Asuntos Humanitarios denunció que Israel «no puede afirmar que cumple» el derecho internacional mientras bloquea el flujo de ayuda humanitaria de UNRWA al norte de la Franja.
El viernes 5 de abril, el Consejo de Derechos Humanos de las Naciones Unidas adoptó una resolución en la que pedía que Israel rinda cuentas por posibles crímenes de guerra y crímenes contra la humanidad cometidos durante la invasión de Gaza.

## Explicaciones de Israel
En noviembre de 2023 Shabak dijo que había realizado interrogatorios bajo estrictos marcos legales, con el objetivo de recopilar confesiones e inteligencia para uso inmediato y futuro. Los entornos de los interrogatorios, como se informó, fueron intensos, y los sospechosos a menudo estaban atados y retenidos en instalaciones improvisadas. Citaron un fallo de la Corte Suprema de Israel de 1999 que prohibía la tortura excepto en el caso de una «bomba de tiempo».

## Respuestas
Tras la muerte de Adnan al-Bursh, el Centro Palestino de Derechos Humanos, Addameer, Al Mezan y Al-Haq emitieron una declaración conjunta pidiendo «medidas inmediatas y concretas» por parte de la comunidad internacional para garantizar el acceso de las investigaciones a las prisiones israelíes.